# ハッピーフッカー3/風俗軍団首都侵攻
『ハッピーフッカー3/風俗軍団首都侵攻』（ハッピーフッカー3/ふうぞくぐんだんしゅとしんこう、The Happy Hooker Goes to Washington）は、ウィリアム・A・レヴィ監督による1977年のアメリカ合衆国のコメディ映画。1975年に公開された『ハッピーフッカー/陽気な娼婦』（The Happy Hooker）の続編。邦題では「3」となっているが、三部作の2作目である。ジョーイ・ヘザートンがリン・レッドグレイヴに代わって主人公のザヴィエラ・ホランダーを演じた。
映画のキャッチフレーズは、「She served her country... the only way she knew how!」（彼女は故国に尽くした...彼女が知る唯一の方法で!）であった。
ジョージ・ハミルトン、ジョー・E・ロス、ラリー・ストーチ、リップ・テイラーがカメオ出演している。

## あらすじ
世界的に有名な娼婦であるザヴィエラ・ホランダーが、アメリカ合衆国議会で証言するよう求められる。

## 主なキャスト
| 俳優                 | 役名                         |
| -------------------- | ---------------------------- |
| ジョーイ・ヘザートン | ザヴィエラ・ホランダー       |
| ジョージ・ハミルトン | ワード・トンプソン           |
| レイ・ウォルストン   | スタージェス上院議員         |
| ジャック・カーター   | カルーソー上院議員           |
| ルイザ・モリッツ     | ナタリー・ナスバウム         |
| リップ・テイラー     | 写真家                       |
| フィル・フォスター   | クラウス上院議員             |
| デヴィッド・ホワイト | ローリングス上院議員         |
| ジョー・E・ロス      | 夜警                         |
| ビリー・バーティ     | 小さな男                     |
| ハロルド坂田         | ウォン                       |
| エディ・ウィリアムズ | シモンズ教授                 |
| ラリー・ストーチ     | ロビー・ボッグス             |
| ウィル・ハッチンス   | ランドール・ピータースドルフ |
| シセ・キャメロン     | ミス・グッドボディ           |

## 関連作品
- 1975年: 『ハッピーフッカー/陽気な娼婦』（The Happy Hooker、1作目）
- 1980年: 『ハッピーフッカー2』（The Happy Hooker Goes Hollywood、邦題は「2」であるが実際は3作目）